# Pieter Jacob de Bye

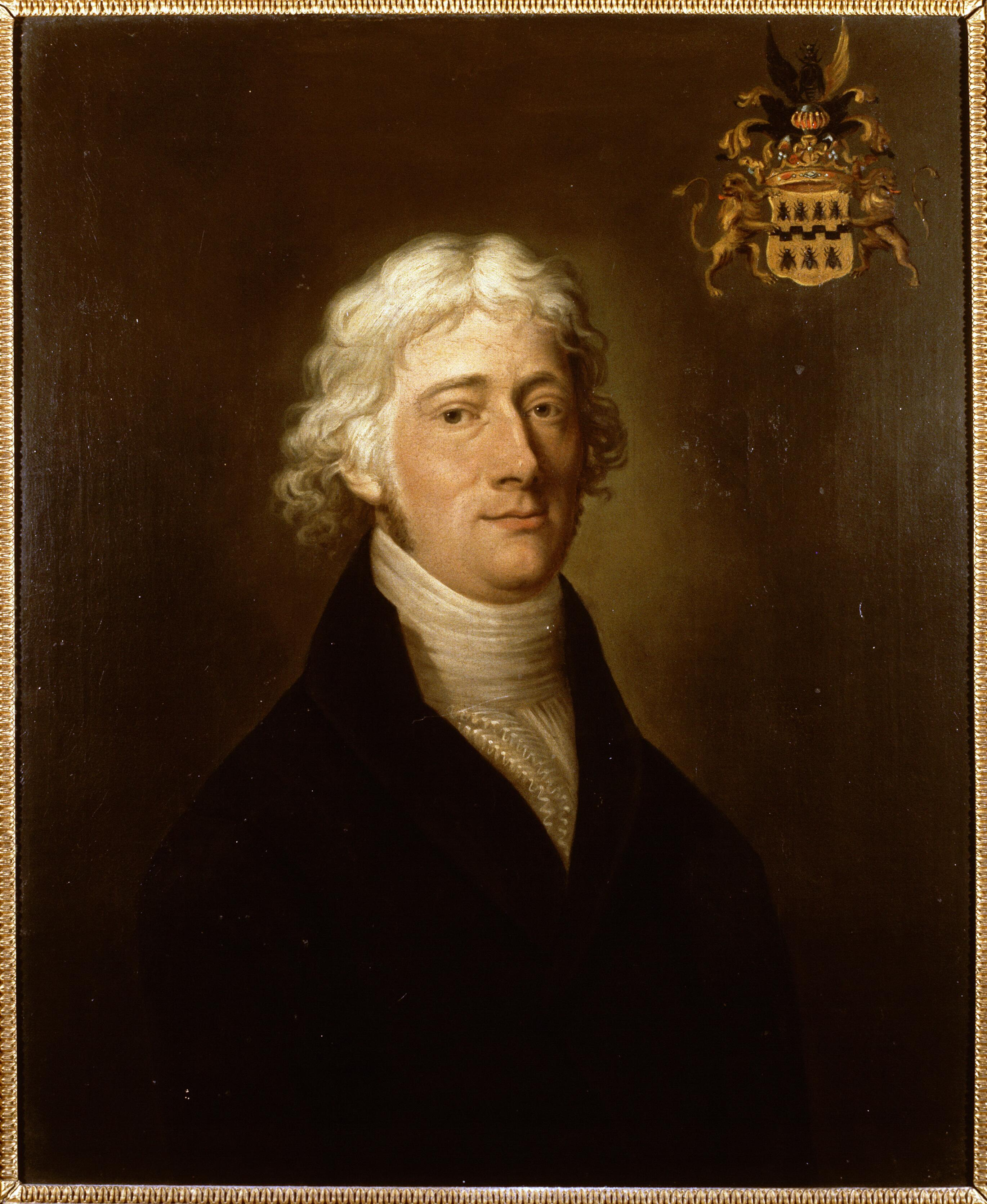
Pieter Jacob de Bye

Pieter Jacob de Bye (Den Haag, 11 december 1766 – aldaar, 19 december 1836) was een Nederlands jonkheer, jurist en politicus.

## Levensloop
Pieter de Bye werd geboren als zoon van de advocaat Arend Herbert de Bye en Elisabeth Coolbrant Jansdochter. Hij studeerde rechten en filosofie aan de Latijnse school te Leiden. Hij begon zijn carrière in 1791 als advocaat in Utrecht. Van 1792 tot 1795 was Pieter Jacob de Bye lid van de Raad in de kamer van Justitie van Vianen en Ameide. Na de opheffing van deze rechtbank praktiseerde de Bye in Utrecht. Hij speelde daar een belangrijke rol in de vrijmetselarij. In 1804 werd hij rechter in het Hof van Utrecht.
In 1806 vroeg raadspensionaris Rutger Jan Schimmelpenninck Pieter Jacob de Bye om de regering van de Bataafse Republiek als advocaat-fiscaal "over de middelen te water en te lande" bij te staan bij het invoeren van de eerste Nederlandse belastingwetgeving. De door de Bye voorgezeten commissie was nog niet gereed met haar advies toen Nederland in 1811 door Frankrijk werd ingelijfd. Napoleon benoemde de Bye tot lid van het Hof van Cassatie van het Keizerrijk Frankrijk en de Bye mocht tevens als "Chevalier de l'Empire" toetreden tot de Franse erfelijke adel.
In 1814 wilden de teruggekeerde Bourbons chevalier de Bye graag in Frankrijk houden maar hij verkoos een Nederlandse loopbaan en keerde terug naar Utrecht. In de "Commissie tot het werk van de begrootingen der Staatsbehoeften" adviseerde de tot "Referendaris der Eerste Klasse" bij de Raad van State benoemde de Bye de regering bij het hervormen van de financiën van het nieuwe koninkrijk. Ook als administrateur voor het armwezen en de gevangenissen adviseerde de Bye de regering. Koning Willem I benoemde de Bye in 1826 tot lid van de Raad van State.

## Persoonlijk
Op 4 juli 1791 te Leiden trouwde Pieter Jacob de Bye met jonkvrouw Elisabeth Jacoba van der Does en samen hadden ze acht kinderen.

## Onderscheiding
- Ridder in de Orde van de Reünie, 1811
- Ridder in de Orde van de Nederlandse Leeuw, 1821